# Empoli Football Club 1994-1995
Questa voce raccoglie le informazioni riguardanti l'Empoli Football Club nelle competizioni ufficiali della stagione 1994-1995.

## Stagione
Nella stagione 1994-1995 l'Empoli disputa il girone B del campionato di Serie C1, raccoglie 40 punti che gli valgono l'undicesimo posto in classifica. Allenato da Francesco D'Arrigo disputa un discreto girone di andata chiuso con 23 punti, poi un calo che porta all'avvicendamento del tecnico con Walter Nicoletti. Iltorneo è stato chiuso con 40 punti, con la salvezza senza dover fare ricorso al playout. Il ventenne Vincenzo Montella si è messo in bella evidenza segnando 17 reti in campionato.

## Rosa
| N. |                   | Ruolo | Calciatore            |
| -- | ----------------- | ----- | --------------------- |
|    | Italia (bandiera) | P     | Daniele Balli         |
|    | Italia (bandiera) | P     | Fabrizio Calattini    |
|    | Italia (bandiera) | P     | Giulio Drago          |
|    | Italia (bandiera) | D     | Davide Barni          |
|    | Italia (bandiera) | D     | Stefano Bianconi      |
|    | Italia (bandiera) | D     | Alessandro Birindelli |
|    | Italia (bandiera) | D     | Filippo Dal Moro      |
|    | Italia (bandiera) | D     | Rosario Guarino       |
|    | Italia (bandiera) | D     | Roberto Vezzosi       |
|    | Italia (bandiera) | C     | Arnaldo De Cresce     |
|    | Italia (bandiera) | C     | Fabio Filippi         |

| N. |                   | Ruolo | Calciatore          |
| -- | ----------------- | ----- | ------------------- |
|    | Italia (bandiera) | C     | Fabrizio Ficini     |
|    | Italia (bandiera) | C     | Flavio Giampieretti |
|    | Italia (bandiera) | C     | Roberto Marta       |
|    | Italia (bandiera) | C     | Emanuele Masini     |
|    | Italia (bandiera) | C     | Martino Melis       |
|    | Italia (bandiera) | C     | Alessandro Pane     |
|    | Italia (bandiera) | C     | Luca Puccinelli     |
|    | Italia (bandiera) | A     | Claudio Balesini    |
|    | Italia (bandiera) | A     | Vincenzo Montella   |
|    | Italia (bandiera) | A     | Stefano Nicoletti   |
|    | Italia (bandiera) | A     | Tommaso Porfido     |

## Risultati

### Serie C1 girone B

#### Girone di andata
| Arbitro: | Calvi (Milano) |

|              |           |  |
| Montella 77’ | Marcatori |  |

| Arbitro: | Corda (Cagliari) |

|                             |           |              |
| Filippi 5’ (aut.) Rassu 54’ | Marcatori | 11’ Montella |

| Arbitro: | Urbano (Carbonia) |

|                            |           |            |
| Pane 13’ Montella 53’, 63’ | Marcatori | 37’ Nocera |

| Arbitro: | Ercolino (Ciampino) |

|                              |           |                           |
| Visentin 4’, 44’ Toscano 79’ | Marcatori | 56’ Balesini 90’ Montella |

| Arbitro: | Ferrarini (Parma) |

|                          |           |               |
| Marta 73’ Puccinelli 90’ | Marcatori | 61’ Calvaresi |

| Arbitro: | Preschern (Mestre) |

|             |           |            |
| Ferraro 48’ | Marcatori | 90’ Masini |

| Arbitro: | Sirotti (Forlì) |

|  |           |                               |
|  | Marcatori | 29’ (aut.) Carli 48’ Montella |

| Empoli 16 ottobre 1994 8ª giornata | Empoli                     | 0 – 0 | Sora | Stadio Carlo Castellani\| Arbitro: \| Alban (Bassano del Grappa) \| |
| Arbitro:                           | Alban (Bassano del Grappa) |       |      |                                                                     |

| Arbitro: | Freddi (Sassari) |

|                 |           |              |
| Buoncammino 84’ | Marcatori | 11’ Montella |

| Arbitro: | Gambino (Barletta) |

|                              |           |                     |
| S. Nicoletti 4’ Balesini 52’ | Marcatori | 57’ Lupo 71’ Foglia |

| Empoli 13 novembre 1994 11ª giornata | Empoli                    | 0 – 0 | Turris | Stadio Carlo Castellani\| Arbitro: \| Sciamanna (Ascoli Piceno) \| |
| Arbitro:                             | Sciamanna (Ascoli Piceno) |       |        |                                                                    |

| Arbitro: | M. Branzoni (Pavia) |

|            |           |  |
| D'Urso 18’ | Marcatori |  |

| Arbitro: | Casaluci (Lecce) |

|                                      |           |  |
| Montella 45’ (rig.), 79’ Vezzosi 85’ | Marcatori |  |

| Arbitro: | Rossi (Ciampino) |

|                                          |           |                      |
| Cecchini 54’ (rig.) Moschetti 72’ (rig.) | Marcatori | 8’ Montella 19’ Pane |

| Empoli 11 dicembre 1994 15ª giornata | Empoli           | 0 – 0 | Trapani | Stadio Carlo Castellani\| Arbitro: \| Pizzini (Verona) \| |
| Arbitro:                             | Pizzini (Verona) |       |         |                                                           |

| Arbitro: | Serena (Bassano del Grappa) |

|                         |           |  |
| Lapini 68’ Campioli 84’ | Marcatori |  |

| Empoli 30 dicembre 1994 17ª giornata | Empoli            | 0 – 0 | Siracusa | Stadio Carlo Castellani\| Arbitro: \| Malatesta (Terni) \| |
| Arbitro:                             | Malatesta (Terni) |       |          |                                                            |

#### Girone di ritorno
| Arbitro: | Sputore (Vasto) |

|               |           |                  |
| Francioso 29’ | Marcatori | 66’ S. Nicoletti |

| Empoli 22 gennaio 1995 19ª giornata | Empoli        | 0 – 0 | Lodigiani | Stadio Carlo Castellani\| Arbitro: \| Longo (Paola) \| |
| Arbitro:                            | Longo (Paola) |       |           |                                                        |

| Arbitro: | Sirotti (Forlì) |

|              |           |  |
| Romualdi 88’ | Marcatori |  |

| Empoli 19 febbraio 1995 21ª giornata | Empoli             | 0 – 0 | Reggina | Stadio Carlo Castellani\| Arbitro: \| Preschern (Mestre) \| |
| Arbitro:                             | Preschern (Mestre) |       |         |                                                             |

| Arbitro: | Nucini (Bergamo) |

|                            |           |             |
| Musumeci 11’ Calvaresi 27’ | Marcatori | 3’ Montella |

| Arbitro: | Ercolino (Ciampino) |

|           |           |                             |
| Barni 45’ | Marcatori | 5’ (aut.) Masini 23’ Fresta |

| Arbitro: | Ferrarini (Parma) |

|           |           |                   |
| Melis 61’ | Marcatori | 75’ (rig.) Natale |

| Arbitro: | L. Branzoni (Pavia) |

|  |           |              |
|  | Marcatori | 74’ Dal Moro |

| Arbitro: | Vendramin (Castelfranco Veneto) |

|  |           |                 |
|  | Marcatori | 90’ Bertuccelli |

| Arbitro: | Calabrese (Avezzano) |

|  |           |                   |
|  | Marcatori | 37’, 47’ Montella |

| Torre del Greco 9 aprile 1995 28ª giornata | Turris              | 0 – 0 | Empoli | Stadio Amerigo Liguori\| Arbitro: \| Strazzera (Trapani) \| |
| Arbitro:                                   | Strazzera (Trapani) |       |        |                                                             |

| Empoli 23 aprile 1995 29ª giornata | Empoli            | 0 – 0 | Ischia Isolaverde | Stadio Carlo Castellani\| Arbitro: \| Innocente (Udine) \| |
| Arbitro:                           | Innocente (Udine) |       |                   |                                                            |

| Arbitro: | Genovese (Avellino) |

|                                         |           |  |
| Di Napoli 72’ (rig.) Orocini 89’ (rig.) | Marcatori |  |

| Arbitro: | Ercolino (Ciampino) |

|                              |           |  |
| S. Nicoletti 8’ Montella 86’ | Marcatori |  |

| Arbitro: | Bancale (Latina) |

|               |           |              |
| Materazzi 40’ | Marcatori | 48’ Montella |

| Arbitro: | Alban (Bassano del Grappa) |

|                          |           |                      |
| Montella 13’, 87’ (rig.) | Marcatori | 9’, 17’, 72’ Putelli |

| Siracusa 28 maggio 1995 34ª giornata | Siracusa           | 0 – 0 | Empoli | Stadio Nicola De Simone\| Arbitro: \| Dagnello (Trieste) \| |
| Arbitro:                             | Dagnello (Trieste) |       |        |                                                             |

### Coppa Italia Serie C
| Empoli 20 agosto 1994 Primo turno - Andata       | Empoli    | 2 – 0 | Cecina | Stadio Carlo Castellani |
| \| \| \| \| \| Marta 51’, 57’ \| Marcatori \| \| |           |       |        |                         |
|                                                  |           |       |        |                         |
| Marta 51’, 57’                                   | Marcatori |       |        |                         |

| Cecina 31 agosto 1994 Primo turno - Ritorno             | Cecina    | 0 – 2                 | Empoli | Stadio Comunale Loris Rossetti |
| \| \| \| \| \| \| Marcatori \| 18’, 58’ S. Nicoletti \| |           |                       |        |                                |
|                                                         |           |                       |        |                                |
|                                                         | Marcatori | 18’, 58’ S. Nicoletti |        |                                |

| Arbitro: | Manganelli (Milano) |

|  |           |                                    |
|  | Marcatori | 57’ Melis 69’ Marta 75’ Puccinelli |

| Arbitro: | Paparesta (Bari) |

|           |           |  |
| Melis 61’ | Marcatori |  |

| Bologna 26 ottobre 1994 Terzo turno - Andata                            | Bologna   | 2 – 1            | Empoli | Stadio Renato Dall'Ara |
| \| \| \| \| \| Doni 38’ Cecconi 59’ \| Marcatori \| 81’ S. Nicoletti \| |           |                  |        |                        |
|                                                                         |           |                  |        |                        |
| Doni 38’ Cecconi 59’                                                    | Marcatori | 81’ S. Nicoletti |        |                        |

| Arbitro: | Sorte (Bergamo) |

|  |           |                    |
|  | Marcatori | 71’ (rig.) Cecconi |

## Statistiche

### Statistiche di squadra
| Competizione         | Punti | In casa | In casa | In casa | In casa | In casa | In casa | In trasferta | In trasferta | In trasferta | In trasferta | In trasferta | In trasferta | Totale | Totale | Totale | Totale | Totale | Totale | DR |
| Competizione         | Punti | G       | V       | N       | P       | Gf      | Gs      | G            | V            | N            | P            | Gf           | Gs           | G      | V      | N      | P      | Gf     | Gs     | DR |
| -------------------- | ----- | ------- | ------- | ------- | ------- | ------- | ------- | ------------ | ------------ | ------------ | ------------ | ------------ | ------------ | ------ | ------ | ------ | ------ | ------ | ------ | -- |
| Serie C1             | 40    | 17      | 5       | 9       | 3       | 17      | 11      | 17           | 3            | 7            | 7            | 15           | 19           | 34     | 8      | 16     | 10     | 32     | 30     | +2 |
| Coppa Italia Serie C |       | 3       | 2       | 0       | 1       | 3       | 1       | 3            | 2            | 0            | 1            | 6            | 2            | 6      | 4      | 0      | 2      | 9      | 3      | +6 |
| Totale               | -     | 20      | 7       | 9       | 4       | 20      | 12      | 20           | 5            | 7            | 8            | 21           | 21           | 40     | 12     | 16     | 12     | 41     | 33     | +8 |

### Andamento in campionato
| Giornata  | 1 | 2 | 3 | 4 | 5 | 6 | 7 | 8 | 9 | 10 | 11 | 12 | 13 | 14 | 15 | 16 | 17 | 18 | 19 | 20 | 21 | 22 | 23 | 24 | 25 | 26 | 27 | 28 | 29 | 30 | 31 | 32 | 33 | 34 |
| --------- | - | - | - | - | - | - | - | - | - | -- | -- | -- | -- | -- | -- | -- | -- | -- | -- | -- | -- | -- | -- | -- | -- | -- | -- | -- | -- | -- | -- | -- | -- | -- |
| Luogo     | C | T | C | T | C | T | T | C | T | C  | C  | T  | C  | T  | C  | T  | C  | T  | C  | T  | C  | T  | C  | C  | T  | C  | T  | T  | C  | T  | C  | T  | C  | T  |
| Risultato | V | P | V | P | V | N | V | N | N | N  | N  | P  | V  | N  | N  | P  | N  | N  | N  | P  | N  | P  | P  | N  | V  | P  | V  | N  | N  | P  | V  | N  | P  | N  |
| Posizione | 6 | 9 | 3 | 7 | 3 | 4 | 2 | 3 | 3 | 4  | 6  | 6  | 5  | 5  | 5  | 7  | 9  | 7  | 7  | 9  | 9  | 10 | 12 | 12 | 12 | 12 | 9  | 9  | 9  | 10 | 9  | 9  | 12 | 11 |

Legenda:

Luogo: C = Casa; T = Trasferta. Risultato: V = Vittoria; N = Pareggio; P = Sconfitta.